# Longjing Station

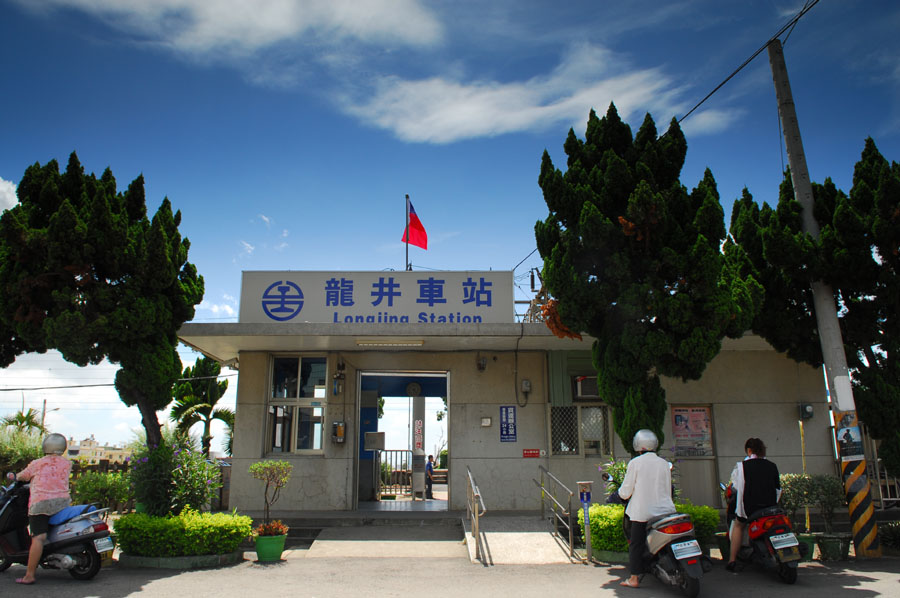
Gamla stationen innan ombyggnad

Longjing Station (kinesiska: 龍井車站?, pinyin: lóngjǐng chēzhàn) är en järnvägsstation i Longjing, Taichung, Taiwan. Den tillhör Taiwan Railway Administration (TRA) och ligger på Västra linjen.